# Bolingbroke (Géorgie)
Pour les articles homonymes, voir Bolingbroke.
Bolingbroke est une census-designated place située dans le comté de Monroe, dans l’État de Géorgie, aux États-Unis. Lors du recensement de 2020, elle comptait 497 habitants.